# Rouessé-Fontaine
Rouessé-Fontaine ist eine französische Gemeinde mit 263 Einwohnern (Stand: 1. Januar 2022) im Département Sarthe in der Region Pays de la Loire; sie gehört zum Arrondissement Mamers und zum Kanton Sillé-le-Guillaume (bis 2015: Kanton Saint-Paterne). Die Einwohner werden Rousséens genannt.

## Geographie
Rouessé-Fontaine liegt etwa 33 Kilometer nördlich von Le Mans. Umgeben wird Rouessé-Fontaine von den Nachbargemeinden Ancinnes im Norden, Louvigny im Nordosten, Grandchamp im Osten und Südosten, Chérancé im Südosten, Coulombiers im Süden und Südwesten sowie Fyé im Westen.
Am Westrand der Gemeinde führt die Autoroute A28 entlang. 

## Bevölkerungsentwicklung
| 1962                      | 1968 | 1975 | 1982 | 1990 | 1999 | 2006 | 2013 |
| ------------------------- | ---- | ---- | ---- | ---- | ---- | ---- | ---- |
| 346                       | 316  | 274  | 256  | 207  | 222  | 217  | 278  |
| Quelle: Cassini und INSEE |      |      |      |      |      |      |      |

## Sehenswürdigkeiten
- Kirche Saint-Hermès aus dem 12. Jahrhundert, seit 1914 Monument historique
- Priorei Saint-Augustin, seit 1974 Monument historique

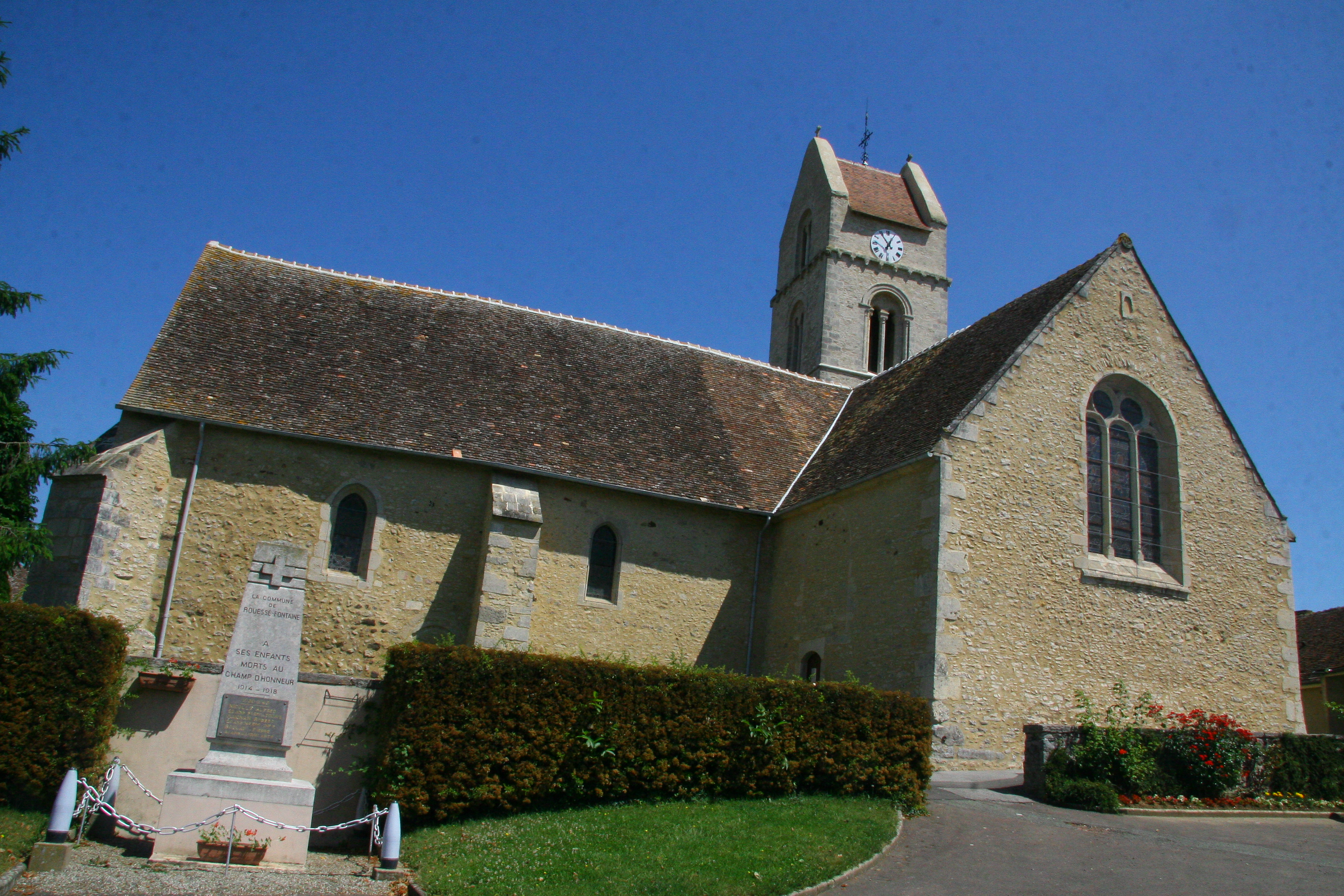
Kirche Saint-Hermès